# Tat Ali (sopka)
Tat Ali je dominantní vulkán pohoří Tat Ali, které se nachází východně od jezera Afrera v Etiopii. Štítová sopka holocenního stáří je tvořena různorodými horninami, převážně však bazalty a porézními skly (tzv. pantellerity). Sopku protíná severozápadní-jihovýchodní zlomový systém, který je původcem posledních erupcí. Nejmladší lávové proudy se nacházejí na vrcholu sopky, také je zde přítomna i fumarolická aktivita.